# Wodorotlenek kadmu
Wodorotlenek kadmu, Cd(OH)
2 – nieorganiczny związek chemiczny kadmu z grupy wodorotlenków.
Można go otrzymać w postaci drobnego osadu w wyniku strącania z roztworu soli kadmu w rozcieńczonym kwasie azotowym:
Cd2+
 + 2OH−
 → Cd(OH)
2↓
W innych układach powstają zwykle sole zasadowe.
Przez ogrzewanie wodorotlenku kadmu można otrzymać tlenek kadmu, CdO.
Wykorzystywany jest jako elektroda w akumulatorach niklowo-kadmowych:
ładowanie: Cd(OH)
2 + 2e−
 → Cd + 2OH−

rozładowywanie: Cd + 2OH−
 → Cd(OH)
2 + 2e−